# Trädklass
Trädklassen betecknar ett träds relativa ställning inom ett likåldrigt bestånd, huvudsakligen med avseende på trädets höjd. Vanligen tillämpas alltjämt följande indelning enligt Gunnar Schotte, Meddelanden från Statens Skogsförsökanstalt, 1912:
- Härskande träd: De högsta träden i ett likåldrigt bestånd. Vanligen avses träd vars höjd överstiger 5/6 av beståndets övre höjd.
- Medhärskande träd: Träd som är något lägre än de högsta träden samt har en svagare utbildad krona och inte sällan en klenare stam än dessa. Vanligen avses träd vilkas höjd är 4/6-5/6 av beståndets övre höjd.
- Behärskade träd: Träd som är lägre än de härskande och medhärskande träden i ett likåldrigt bestånd. Vanligen avses träd vilkas höjd är 3/6-4/6 av övre höjden.
- Undertryckta träd: Träd vilkas höjd understiger 3/6 av övre höjden.
- Överståndare: Träd som förekommer glest i ett bestånd och är väsentligt äldre än beståndet i övrigt.
- Underväxt: Träd som är väsentligt yngre och vanligen klenare och lägre än huvudbeståndet.